# 도쿄 필멕스
도쿄 필멕스 (Tokyo FILMex)는 매년 11월에 도쿄에서 열리는 영화제이다. 아시아 신 작가주의 영화제를 표방하며 2000년에 처음 개최되었다. 프로그램은 크게 경쟁 부문과 특별 초정 부문, 특집 상영 부문으로 나뉘어 있다.
2009년에는 영화제 기간 동안에 '한국영화 쇼케이스 2009'가 개최되기도 했다.

## 상
- 작품상
- 심사위원특별상
- 관객상
- 학생심사위원상

### 역대 수상작
작품상
| 연도   | 제목                      | 감독                | 제작 국가                    |
| ------ | ------------------------- | ------------------- | ---------------------------- |
| 2000년 | 수쥬                      | 로우 예             | 중국                         |
| 2001년 | 꽃섬                      | 송일곤              | 대한민국                     |
| 2002년 | 친애하는 당신             | 아피찻퐁 위라세타쿤 | 타이                         |
| 2003년 | 향화                      | 닝 하오             | 중국                         |
| 2004년 | 열대병                    | 아피차퐁 위라세타쿤 | 타이, 프랑스, 이탈리아, 독일 |
| 2005년 | 배싱                      | 고바야시 마사히로   | 일본                         |
| 2006년 | 천국에 가려면 죽어야 한다 | 잠셰드 우스모노프   | 타지키스탄                   |
| 2007년 | 테히림                    | 라파엘 나자리       | 이스라엘                     |
| 2008년 | 바시르와 왈츠를           | 아리 폴먼           | 이스라엘, 독일, 프랑스       |
| 2009년 | 똥파리                    | 양익준              | 대한민국                     |
| 2010년 | 러브 어딕션               | 우치다 노보테루     | 일본                         |
| 2011년 | 올드 독                   | 페마 체덴           | 중국                         |